# 斎田寺
斎田寺（さいでんじ）は、徳島県鳴門市撫養町黒崎にある高野山真言宗の寺院。山号は神応山。本尊は大日如来。阿波西国三十三観音霊場16番札所。

## 歴史
鳴門市街地北部の黒崎池南側に位置し、東側約1km先には明治維新まで別当を勤めた宇佐八幡神社がある。
寺伝によれば元々は袴腰山にあり、観音寺と号したといい、平安時代後期に観音岳へ移転したと伝わる。慶長年間に現在地へと移し、その際に鳴門の塩田の祈願所として現在の斎田寺と名を改めた。

## 交通
- JR鳴門線「鳴門駅」より車で約5分。
- 神戸淡路鳴門自動車道・高松自動車道「鳴門インターチェンジ」より車で約10分。